# Hadera
Hadera (hebr. חדרה, Chadira; arab. الخضيرة, Al-Chudajra) – miasto położone w dystrykcie Hajfa w Izraelu.

## Położenie
Leży na równinie Szaron na wybrzeżu Morza Śródziemnego, w otoczeniu miasteczek Eljachin i Pardes Channa-Karkur, moszawów Michmoret, Achituw, Sede Jicchak, Ma’or i Talme Elazar, kibuców Giwat Chajjim, Gan Szemu’el i Sedot Jam, oraz wioski Cezarea. Leży mniej więcej w połowie odległości pomiędzy dwoma ważnymi miastami Tel Awiwem a Hajfą.

## Historia
Badania archeologiczne odkryły tutaj wielką manufakturę szkła, pochodzącą z VII wieku. Jest ona pierwszą tak wielką manufakturą odnalezioną na świecie. W odkrytej manufakturze znajduje się około dwudziestu urządzeń do produkcji szklanych kulek (zwanych „bullo”), w kolorach turkusu, zieleni oliwkowej i brązu. Wyrabiano z nich rozmaite szklane przedmioty.
Współczesne miasto zostało założone w 1891 roku przez żydowskich imigrantów z Rosji i Europy Wschodniej, członków syjonistycznego ruchu Chowewej Syjon. Ziemia została kupiona przez syjonistycznego aktywistę Jahoszuę Hankina, od chrześcijańskiego efendi Selim Khuri. Była to ziemia o niskiej jakości rolniczej, na której wcześniej zamieszkiwało jedynie kilka arabskich rodzin, trudniących się pasterstwem i sprzedażą trzciny. Jednak wielkość zakupionej ziemi była niezwykłym wydarzeniem w historii osadnictwa żydowskiego w Palestynie, ponieważ był to największy ze wszystkich dotychczasowych zakupów ziemi dokonanych przez Syjonistów w Palestynie. Nazwa wywodzi się od arabskiego słowa „al-Hadra”, oznaczającego „zieleniec”, w znaczeniu dzikich chwastów porastających bagna. Właśnie w takiej bagnistej, zachwaszczonej i nieprzyjaznej okolicy powstała nowa osada Hadera.

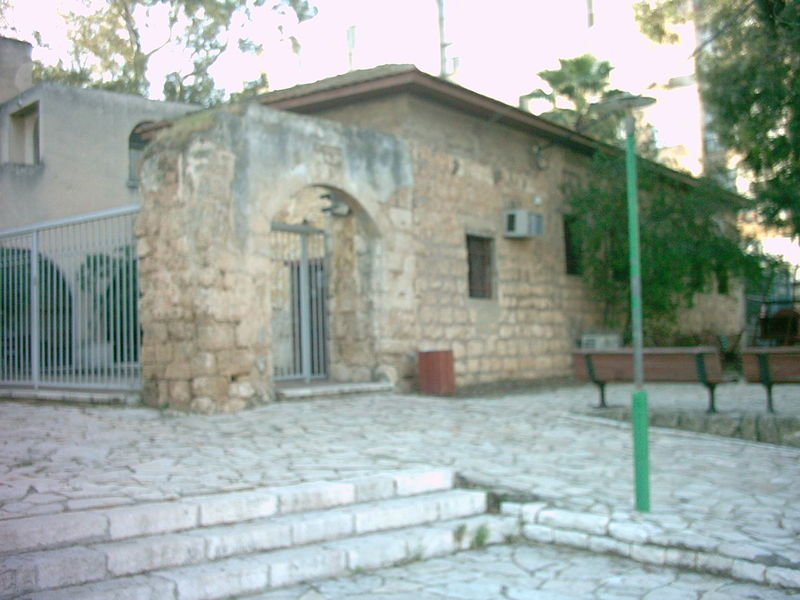
Dom-muzeum „Khan”

Pierwsi mieszkańcy nowej osady mieszkali w domu zwanym Chan, który obecnie jest przy głównej synagodze miasta. Początkowo żyło tutaj zaledwie 10 rodzin i 4 wartowników, do których stopniowo przyłączali się kolejni osadnicy. Zostali oni zdziesiątkowani przez malarię, której przyczyną były okoliczne bagna. Z początkowych 540 mieszkańców zmarło 210 osób. W rozwiązaniu tej trudnej sytuacji dopomógł Baron Edmond de Rothschild, który wysłał do Hadery wynajętych egipskich robotników, przy pomocy których osuszono bagna. Wybudowano wówczas kanały melioracyjne oraz zasadzono liczne drzewa eukapliptusowe. Od tego momentu eukaliptus został symbolem miasta.
Na nowo utworzonych polach uprawnych Arabowie kontynuowali wypas bydła i usiłowali rozpocząć uprawy rolnicze, jednak stosunki żydowsko-arabskie stawały się coraz bardziej napięte, i pola uprawne wokół Hadery zostały objęte ochroną żydowskiej organizacji samoobrony Ha-Szomer. Osadnicy rozpoczęli uprawę warzyw oraz cytrusów. Słowa Księgi Psalmów 126:5 przynosiły pociechę pionierom:

Którzy siali ze łzami, żąć będą z okrzykiem radości.

W 1931 liczba mieszkańców Hadery wyniosła 2 tys. osób. Wraz ze wzrostem liczebności mieszkańców, zmieniał się także wygląd osady, która przekształcała się z wioski rolniczej w miejscowość o charakterze przemysłowym. W 1937 w osadzie wprowadzono powszechną edukację. W 1952 Hadera otrzymała prawa miejskie. W 1953 inwestorzy ze Stanów Zjednoczonych, Brazylii i Australii wybudowali w Haderze pierwszą papiernię w Izraelu.
W 1982 wybudowano przy Haderze elektrociepłownię z portem węglowym Hadera.

### Terroryzm
Hadera kilkakrotnie padła ofiarą zamachów terrorystycznych:
- 9 czerwca 1953 grupa fedainów zaatakowała w nocy żydowski dom w Haderze.
- 25 grudnia 1985 palestyńscy terroryści z OWP zdetonowali bombę podłożoną w elektrowni w Haderze, pozbawiając miasto i całą okolicę energii elektrycznej.
- 26 października 2005 palestyński terrorysta-samobójca wysadził się na targowisku w Haderze, zabijając 5 Izraelczyków. Do zamachu przyznała się organizacja terrorystyczna Islamski Dżihad.

Dopiero budowa muru bezpieczeństwa, oddzielającego terytorium Izraela od Autonomii Palestyńskiej, zwiększyło poczucie bezpieczeństwa i doprowadziło do wyraźnego zmniejszenia się ilości różnych incydentów żydowsko-arabskich. Podczas Drugiej wojny libańskiej, 4 sierpnia 2006 trzy rakiety wystrzelone przez Hezbollah doleciały do Hadery. Miasto jest oddalone o 90 km od granicy z Libanem i było najdbardziej oddalonym izraelskim miastem, na które spadły rakiety.

## Demografia
Zgodnie z danymi Izraelskiego Centrum Danych Statystycznych w 2008 roku w mieście żyło 77,5 tys. mieszkańców, w tym 99,2% Żydzi.
Zgodnie z danymi Izraelskiego Centrum Danych Statystycznych w Haderze w 2000 było 27 920 zatrudnionych pracowników i 1 819 pracujących na własny rachunek. Pracownicy otrzymujący stałe pensje zarabiali w 2000 średnio 5 135 NIS, i otrzymali w ciągu roku podwyżki średnio o 8,0%. Przy czym mężczyźni zarabiali średnio 6 607 NIS (podwyżka o 9,0%), a kobiety zarabiały średnio 3 598 NIS (podwyżka o 3,1%). W przypadku osób pracujących na własny rachunek średnie dochody wyniosły 6 584 NIS. W 2000 roku w Haderze było 1 752 osób otrzymujących zasiłek dla bezrobotnych i 6 753 osób otrzymujących świadczenia gwarantowane.
Populacja miasta pod względem wieku (dane z 2006):
| Wiek (w latach) | Procent populacji w % |
| --------------- | --------------------- |
| 0-4             | 7,6%                  |
| 5-9             | 7,4%                  |
| 10-14           | 7,7%                  |
| 15-19           | 7,8%                  |
| 20-29           | 15,8%                 |
| 30-44           | 18,4%                 |
| 45-59           | 18,9%                 |
| ponad 60        | 16,4%                 |

Źródło danych: Central Bureau of Statistics.

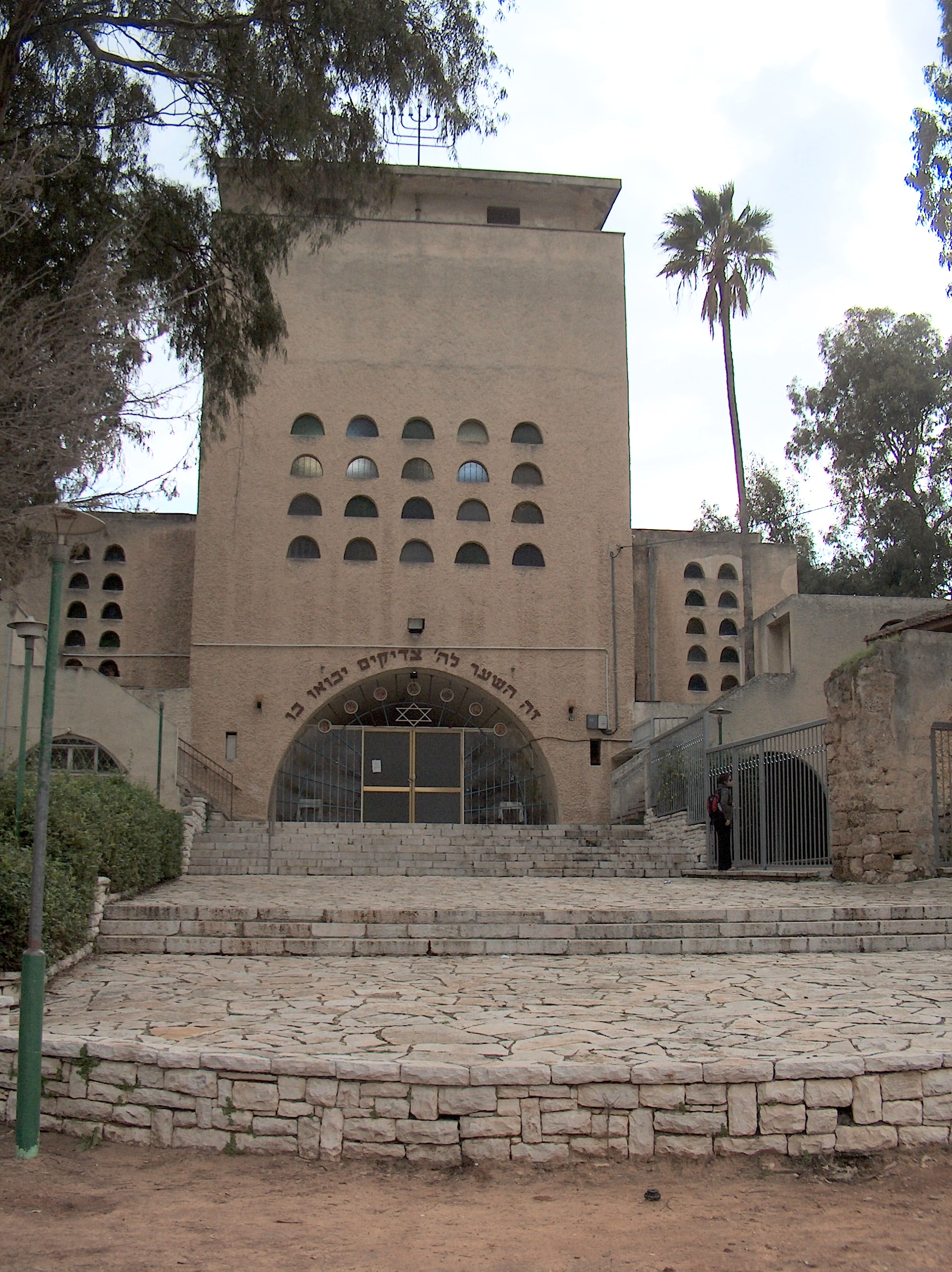
Synagoga w Haderze

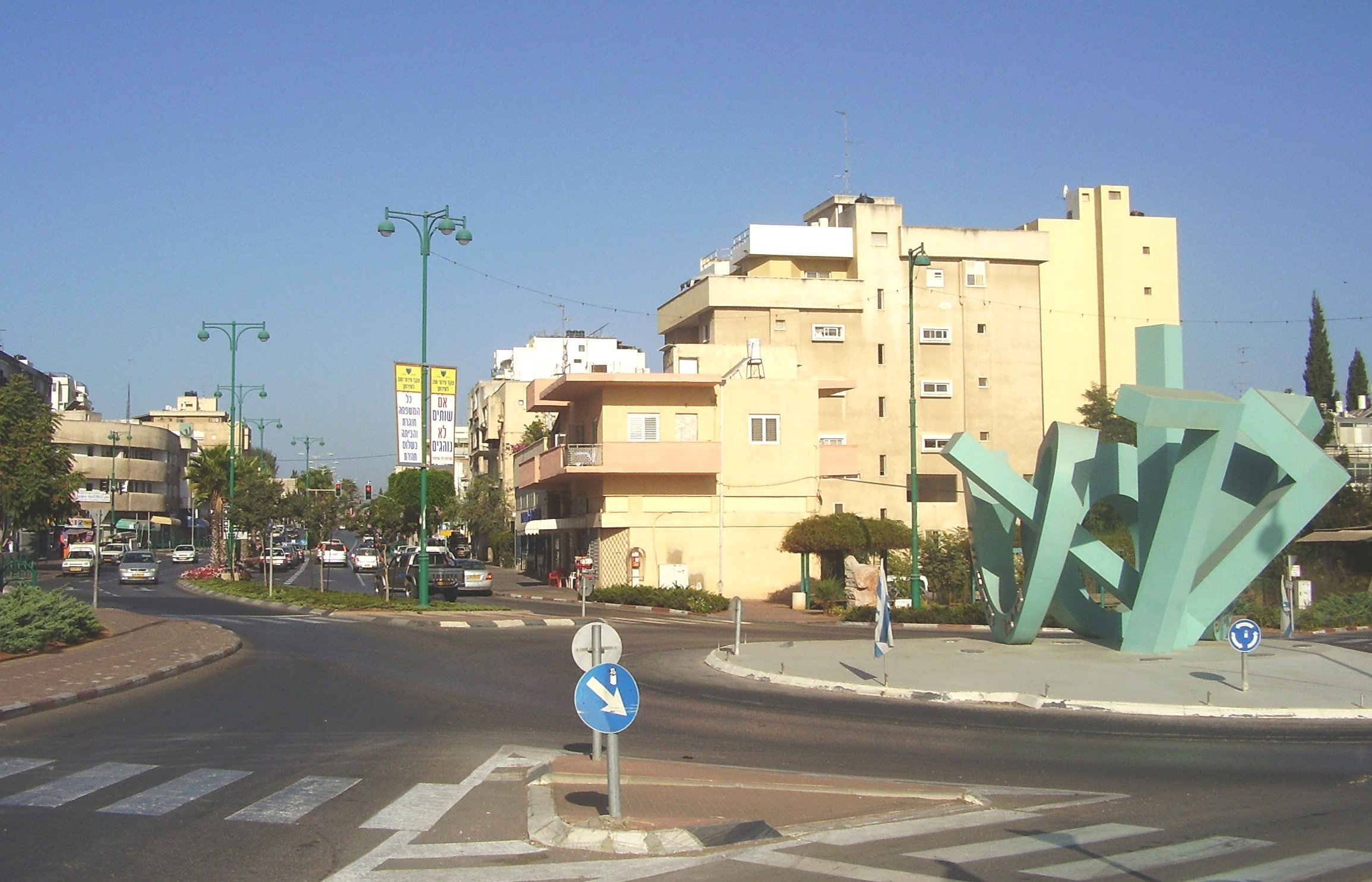
HaNasi Weitzman street, Hadera

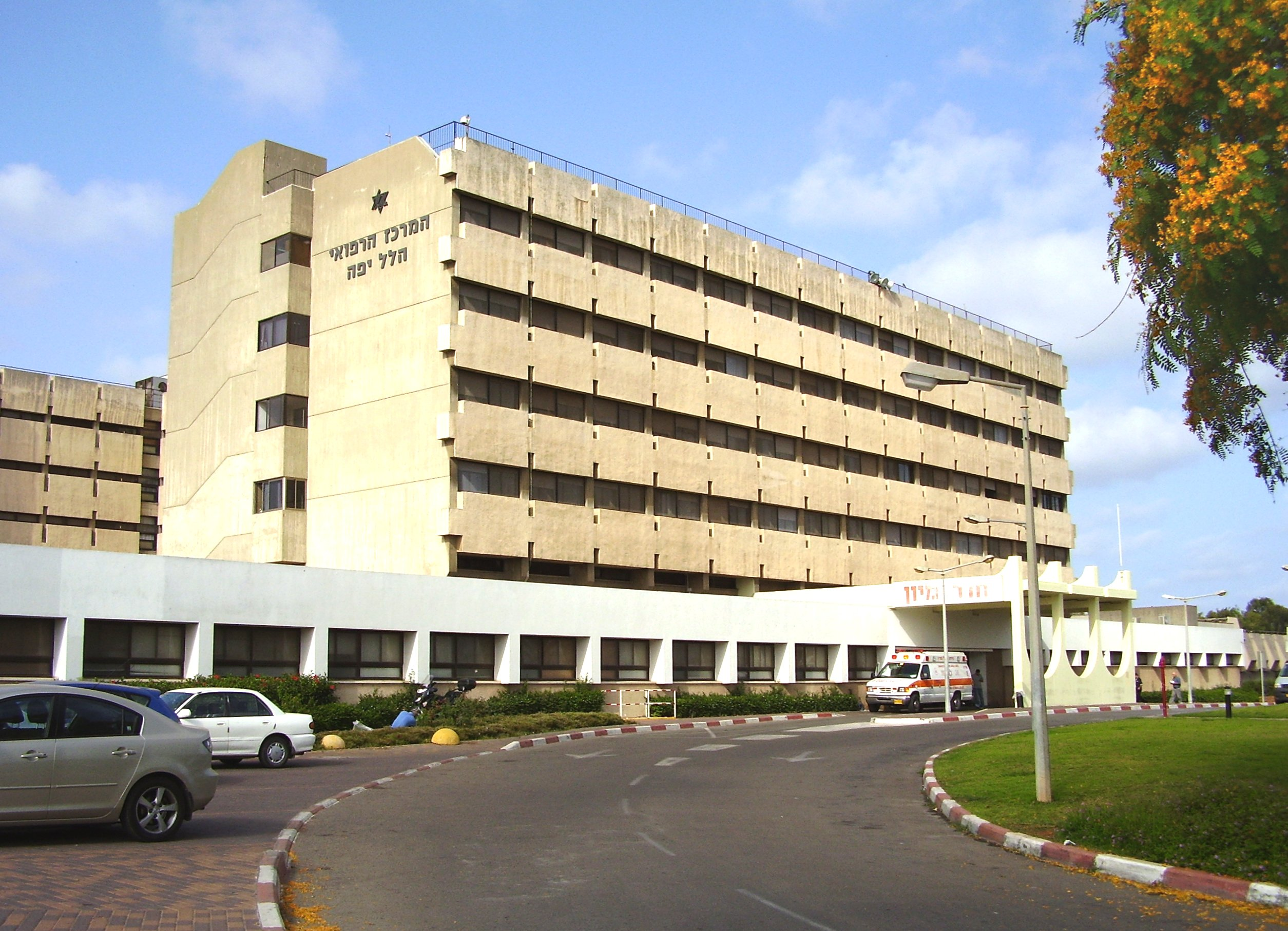
Hillel Yaffe Medical Center

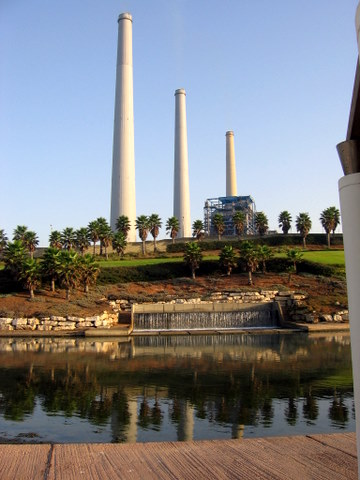
Elektrownia w Haderze

Hadera posiada liczne osiedla mieszkaniowe: Eil Cohen, Giwat Olga, Kidmat Yam, Weizman, Yitshak, Heftsiba, Neve Hayim, Ha-Po'el Ha-Mizrahi, Beitar, Ganei Alon, Ha-Otsar, Rambam, Giwat Bilu, Nahliel, Efrayim, Giwat Busel, Bialik, Shlomo, Shimshon, Elram, Pe'er, Nisan, Kfar Brandeis, Denya, Beit Eliezer, Shikun Yoguslavi oraz Neve.

## Edukacja
W Haderze znajdują się 24 szkoły podstawowe i 21 szkół średnich, w których ogółem uczy się 15,6 tys. uczniów. Duże znaczenie odgrywa uczelnia Technoda - Technological Education and Science Center. W południowej części miasta znajduje się szkoła rolnicza Arugot Pelz.
Z uczelni religijnych w mieście znajdują się: Derech Haim Religious School, Beit Talmud Jesziwa, Chabad of Hadera, Gan Chabad i Beit Hakneset Chabad.
Ważną rolę w życiu miasta odgrywa Centrum Absorpcji, w którym przebywa stale ponad 250 imigrantów z całego świata. Cały kompleks obejmuje 117 budynków, w tym szkołę, bibliotekę i różne biura. Tutejsze centrum edukacyjne prowadzi także zajęcia dla przyjezdnych dzieci.

## Kultura
W mieście znajduje się Muzeum „Khan” poświęcone historii miasta Hadera. Jest ono usytuowane w starym domu „Khan”, w którym mieszkali pierwsi założyciele miasta. W muzeum urządzono pięć sal wystawowych oraz bibliotekę.
Nad morzem powstało miejskie centrum rekreacyjno-sportowe z licznymi obiektami rozrywkowymi. Znajdują się tutaj między innymi korty tenisowe, basen kąpielowy oraz liczne restauracje i kawiarnie.

## Urzędy
Z urzędów państwowych w Haderze znajduje się Ministerstwo Finansów oraz Ministerstwo Spraw Wewnętrznych.

## Szpitale
W północno-zachodniej części miasta znajduje się największy szpital Hadery. Jest to Centrum Medyczne Hillel Yaffe (hebr. מרכז רפואי הלל יפה). Szpital jest narodowym centrum transplantacji organów.

## Gospodarka
Hadera jest ważnym ośrodkiem handlowym równiny Szaron. Wokół miasta rozciągają się liczne uprawy rolnicze, wśród których są plantacje cytrusów, bananów i kwiatów. Hoduje się tutaj bydło mleczne oraz drób. Są także stawy rybne oraz pasieki produkujące miód.
Z przemysłu usytuowanego w Haderze, znajdują się tutaj zakłady papiernicze The American Israeli Paper Mills Group Ltd.. Spółka Alliance Tire Company jest czołowym dostawcą opon do sprzętu rolniczego, leśniczego i przemysłowego. Firma Anna Lotan produkuje popularne w Izraelu kosmetyki. APCO Aviation jest światowym liderem w projektowaniu i produkcji paralotni, uprzęży, spadochronów i innego dodatkowego wyposażenia dla pilotów. Firma Ein Tal jest światowym liderem w rozwoju systemów mikro-irygacyjnych. Elspec Engineering produkuje urządzenia poprawiające oszczędność energii elektrycznej. Epilady L.L.C. stworzyło pierwszy na świecie elektryczny depilator włosów, zapoczątkowując rewolucję na rynku depilacji. Począwszy od 1986 firma sprzedała ponad 28 milionów swoich produktów. Medyczne przedsiębiorstwo Itamar Medical rozwija nieinwazyjne sposoby leczenia układu nerwowego. Medical Compression Systems Ltd. prowadzi badania nad rozwojem i produkcją sprzętu medycznego dla potrzeb ortopedii i chirurgii naczyniowej.
Na północ od miasta znajduje się duża Elektrociepłownia z portem węglowym Hadera. Natomiast nadmorskie okolice są wykorzystywane do rozbudowy infrastruktury rekreacyjno-wypoczynkowej.
22 maja 2008 Ministerstwo Infrastruktury podpisało umowę o budowie w Haderze zakładu odsalania wody. Oczekuje się, że nowy zakład będzie produkować około 100 mln m3 słodkiej wody rocznie.

## Turystyka
Przy mieście znajduje się Park Narodowy Szaron, obejmujący ponad 1 500 akrów lasów i wydm nadmorskich. Do południowej granicy parku przylega Park Narodowy Rzeki Aleksander. Tutejsze wybrzeże morskie charakteryzuje się wspaniałym 3-kilometrowym klifem utworzonym w piaskowcu. Szeroki pasm plaż i wydm tworzy śliczne laguny i naturalne zatoczki. Na północ i na południe od rzeki Aleksander rozciąga się 125 akrów piaszczystych wydm. Na terenie parku zachowały się ostatnie zachowane pozostałości naturalnych lasów równiny Szaron. Nieliczne stawy kąpielowe są pozostałością dawnych tutejszych bagien. Największy z tych naturalnych stawów ma 50 akrów powierzchni.

## Sport
W mieście jest klub koszykarski i piłkarski Macabi Ironi Hadera oraz drugi piłkarski Ha-Po'el Hadera.

## Transport
Przez zachodnią nadmorską część miasta przebiega autostrada nr 2, która przy porcie Hadera krzyżuje się z drogą ekspresową nr 65. Natomiast przez centralną część miasta przebiega droga ekspresowa nr 4, która również krzyżuje się z drogą ekspresową nr 65.
W zachodniej części miasta ulokowana jest stacja kolejowa Hadera Ma’araw. Pociągi z Hadery jadą do Binjamina-Giwat Ada, Tel Awiwu, Lod, Rechowot i Aszkelonu.

## Miasta partnerskie
- Besançon, Francja
- Derbent, Rosja
- Norymberga, Niemcy
- Saint Paul, USA